# Văn Phú, Thường Tín
Văn Phú là một xã cũ thuộc huyện Thường Tín, thành phố Hà Nội, Việt Nam.

## Địa lý & Hành chính
Xã Văn Phú có diện tích: 3,24 km². Tính đến 2021, xã Văn Phú có dân số 8.208 người, mật độ dân số đạt 2.533 người/km².
Xã Văn Phú có các thôn: Văn Trai, Yên Phú. Đầu thế kỷ 19, các làng Văn Trai và Yên Phú là: xã Yên Phú, xã Vân Trai của tổng Thượng Hồng huyện Thượng Phúc phủ Thường Tín trấn Sơn Nam Thượng.
Địa giới hành chính: 
- Phía đông giáp thị trấn Thường Tín và xã Hà Hồi.
- Phía nam giáp xã Nguyễn Trãi.
- Phía tây giáp xã Tiền Phong và xã Hòa Bình.
- Phía bắc giáp xã Văn Bình.

- Trường Cao đẳng Truyền hình
- Trường THCS Văn Phú
- Trường Mầm Non Văn Phú
- Trường Tiểu Học Văn Phú